# Srebrowo
Srebrowo – wieś w Polsce, położona w województwie podlaskim, w powiecie łomżyńskim, w gminie Wizna.
W latach 1975–1998 wieś administracyjnie należała do województwa łomżyńskiego.
Wierni kościoła rzymskokatolickiego należą do parafii św. Jana Chrzciciela w Wiznie.

## Integralne części wsi
| SIMC    | Nazwa    | Rodzaj    |
| ------- | -------- | --------- |
| 0409982 | Bielawa  | część wsi |
| 0409999 | Młynik   | część wsi |
| 0410005 | Ruda     | część wsi |
| 0410011 | Strumień | część wsi |
| 0410028 | Wiżnica  | część wsi |

## Historia
Dawnej prywatna wieś szlachecka położona w drugiej połowie XVI wieku w powiecie wiskim ziemi wiskiej województwa mazowieckiego.
W latach 1921–1939 wieś leżała w województwie białostockim, w powiecie łomżyńskim, w gminie Bożejewo.
Według Powszechnego Spisu Ludności z 1921 roku wieś zamieszkiwało 227 osób, 202 było wyznania rzymskokatolickiego, 10 ewangelickiego a 12 mojżeszowego. Jednocześnie wszyscy mieszkańcy zadeklarowali polską przynależność narodową. Było tu 38 budynków mieszkalnych. Miejscowość należała do parafii rzymskokatolickiej w Wiźnie i ewangelickiej w Łomży. Podlegała pod Sąd Grodzki i Okręgowy w Łomży; właściwy urząd pocztowy mieścił się w m. Wizna.
W wyniku napaści ZSRR na Polskę we wrześniu 1939 wieś znalazła się pod okupacją sowiecką. Od czerwca 1941 roku pod okupacją niemiecką. Od 22 lipca 1941 r.  do wyzwolenia włączona w skład okręgu białostockiego III Rzeszy.